# (231937) 2001 FO32
(231937) 2001 FO32 — навколоземний астероїд групи Аполлона, класифікований як потенційно небезпечний. Приблизний діаметр - 440–680 м. Виявлений 23 березня 2001 року лабораторією LINEAR в Сокорро, штат Нью-Мексико. 21 березня 2021 року о 16:03 UTC астероїд наблизиться до Землі на відстань 0,0135 а.о. (2,02 млн. км) або 5,25 відстаней між Місяцем та Землею. Під час наближення астероїд досягне видимої величини 11,7, і стане видимим у телескопи з апертурою від 20 см (8 дюймів).
Дуга спостережень астероїда становила 20 років[коли?], його орбіта добре визначена й розрахована до 2196 року. Зіткнення з Землею можливе лише у далекому майбутньому (тисячі років).